# Карпинскиозавры
Карпинскиозавры (лат. Karpinskiosaurus) — род сеймуриаморф из семейства Karpinskiosauridae, живших во времена пермского периода. Характерен преимущественно для верхнетатарского подъяруса Восточной Европы.

## История изучения
Род выделен П. П. Сушкиным в 1925 году. Назван в честь известного русского геолога профессора А. П. Карпинского. Содержит от одного до трёх видов. K. secundus (типовой вид) описан в 1921 году В. П. Амалицким как вид рода котлассий. В 1926 году Сушкин выделил второй вид — K. neglectus. В 1956 году описан ещё один вид — K. ultimus, сначала в составе рода Nycteroleter. В 2011 году Klembara синонимизировал оба вида с K. secundus. Неописанные виды карпинскиозавров указываются и для более низких горизонтов верхней перми (мезенский и ильинский комплексы).

## Описание
Относительно крупное животное, длина черепа около 10 см. Череп полукруглый, довольно высокий. Личинки имели наружные жабры, по облику очень близки к дискозаврискам. У взрослых особей желобки боковой линии и жабры утрачены, сохранялся чешуйчатый покров. Судя по строению ушной области, имели настоящую барабанную перепонку. По общему облику напоминали саламандр, хвост длинный, уплощённый. Челюстные зубы простые, конические. Охотились в воде, в том числе и в солёных водоемах; могли отдыхать на суше. Питались беспозвоночными. Остатки часто встречаются вместе с остатками хрониозухов.
Входит в состав северодвинской фауны.

## Классификация
По данным сайта Paleobiology Database, на январь 2019 года в род включают 2 вымерших вида:
- Karpinskiosaurus neglectus Sushkin, 1926
- Karpinskiosaurus secundus (Amaltzki, 1898), syn.[4]:
  - Buzulukia butsuri Vjuschkov, 1957
  - Kotlassia grandis Tverdokhlebova & Ivakhnenko, 1994
  - Kotlassia secunda Amaltzki, 1898
  - Karpinskiosaurus ultimus (Tschudinov & Vjuschkov, 1956)
  - Nycteroleter ultimus Tschudinov & Vjuschkov, 1956
  - Raphanodon ultimus (Tschudinov & Vjuschkov, 1956)